# Aegilops
Aegilops L. é um género botânico pertencente à família Poaceae, subfamília Pooideae, tribo Triticeae.
O gênero é composto por aproximadamente 95 espécies. Estão distribuídas pela África, Ásia e América do Norte.
Na classificação taxonômica de Jussieu (1789), Aegilops é o nome de um gênero  botânico,  ordem  Gramineae,  classe Monocotyledones com estames hipogínicos.

## Sinônimos
| - Aegicon Adans. (SUS) - Aegilemma A.Love - Aegilonearum A.Love - Aegilopodes A.Love (SUS) - Amblyopyrum Eig - Chennapyrum A.Love - Comopyrum A.Love | - Cylindropyrum (Jaub. & Spach) A.Love - Gastropyrum (Jaub. & Spach) A.Love - Kiharapyrum A.Love - Orrhopygium A.Love - Patropyrum A.Love - Perlaria Fabr. (SUS) - Sitopsis (Jaub. & Spach) A.Love |

## Principais espécies
| - Aegilops bicornis - Aegilops biuncialis - Aegilops columnaris - Aegilops comosa - Aegilops crassa - Aegilops cylindrica - Aegilops geniculata - Aegilops juvenalis - Aegilops kotschyi - Aegilops longissima - Aegilops lorentii - Aegilops markgrafii | - Aegilops neglecta - Aegilops peregrina - Aegilops searsii - Aegilops sharonensis - Aegilops speltoides - Aegilops tauschii - Aegilops triuncialis - Aegilops umbellulata - Aegilops uniaristata - Aegilops vavilovii - Aegilops ventricosa |

- «PPP-Index Lista de espécies»

## Classificação do gênero
| Sistema | Classificação                    | Referência               |
| ------- | -------------------------------- | ------------------------ |
| Linné   | Classe Polygamia, ordem Monoecia | Species plantarum (1753) |